# Liste de synagogues de Turquie
Cet article présente une liste de synagogues de Turquie.

## Liste
| Nom                                | Image | Ville      | Province   | Inauguration |
| ---------------------------------- | ----- | ---------- | ---------- | ------------ |
| Synagogue Mayor de Bursa           |       | Bursa      | Bursa      |              |
| Synagogue d'Antioche               |       | Antioche   | Hatay      | 1890         |
| Synagogue Ahrida d'Istanbul        |       | Istanbul   | Istanbul   | 1492         |
| Synagogue ashkénaze d'Istanbul     |       | Istanbul   | Istanbul   | 1900         |
| Synagogue Bakırköy d'Istanbul      |       | Istanbul   | Istanbul   |              |
| Synagogue Bet Israel d'Istanbul    |       | Istanbul   | Istanbul   | 1920         |
| Synagogue Hemdat Israel            |       | Istanbul   | Istanbul   | 1899         |
| Synagogue Karaite d'Istanbul       |       | Istanbul   | Istanbul   |              |
| Synagogue Maalem d'Istanbul        |       | Istanbul   | Istanbul   |              |
| Synagogue Mayor d'Istanbul         |       | Istanbul   | Istanbul   |              |
| Synagogue Tofre Begadim d'Istanbul |       | Istanbul   | Istanbul   |              |
| Synagogue Yanbol d'Istanbul        |       | Istanbul   | Istanbul   |              |
| Synagogue Bet Israel d'Izmir       |       | Izmir      | Izmir      | 1907         |
| Synagogue Kırklareli               |       | Kırklareli | Kırklareli |              |
| Grande synagogue d'Edirne          |       | Edirne     | Edirne     | 1907         |
| Synagogue Yeniköy                  |       | İstanbul   | İstanbul   |              |